# Aristeis
Aristeis är ett släkte av fjärilar. Aristeis ingår i familjen praktmalar, Oecophoridae.
Kladogram enligt Catalogue of Life:
| Aristeis | \| \| Aristeis chloropa \| \| \| \| \| \| Aristeis chrysoteuches \| \| \| \| \| \| Aristeis chysoteuches \| \| \| \| \| \| Aristeis macrotricha \| \| \| \| |
|          | \| \| Aristeis chloropa \| \| \| \| \| \| Aristeis chrysoteuches \| \| \| \| \| \| Aristeis chysoteuches \| \| \| \| \| \| Aristeis macrotricha \| \| \| \| |
|          | Aristeis chloropa |
|          | |
|          | Aristeis chrysoteuches |
|          | |
|          | Aristeis chysoteuches |
|          | |
|          | Aristeis macrotricha |
|          | |